# Katti Anker Møller

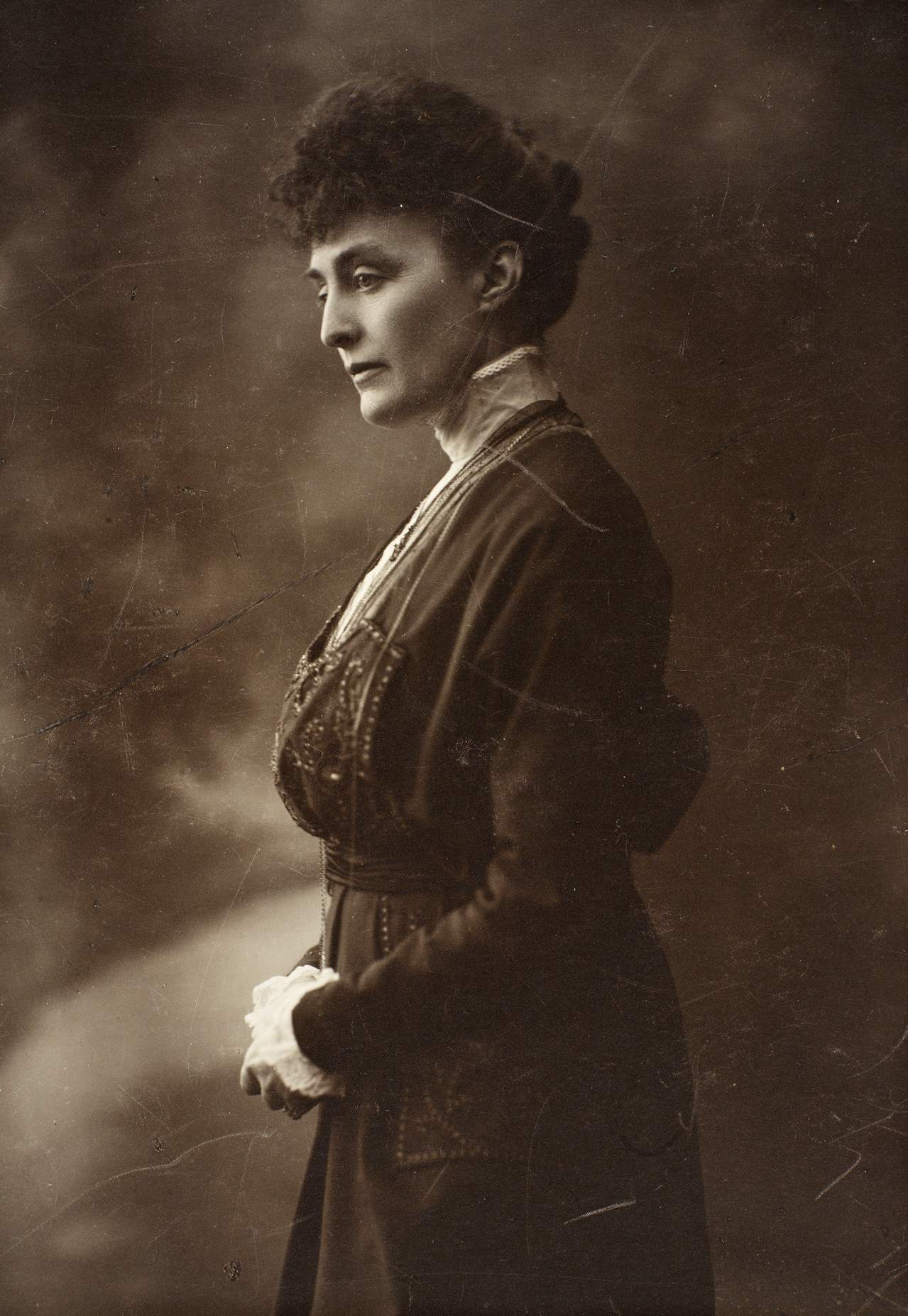
Katti Anker Møller (1910)

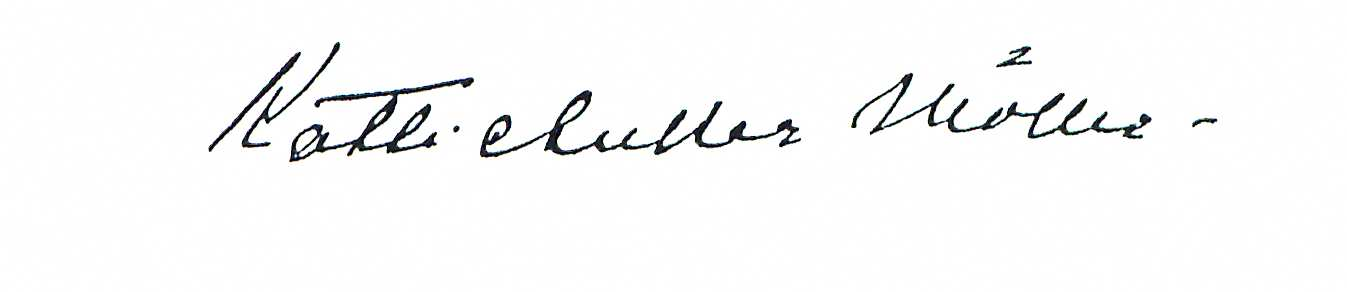
Signatur (1929)

Katti Anker Møller (geboren als Cathrine Anker am 23. Oktober 1868 in Hamar; gestorben 20. August 1945 in Torsnes, Fredrikstad) war – wie ihre jüngere Schwester Ella Anker – eine norwegische Frauenrechtlerin.

## Leben
Kathrine Anker wurde als drittes von acht Kindern des Lehrers Herman Anker geboren, der 1864 die erste norwegische Volkshochschule, die Sagatun Folkehøyskole, gründete. Sie lernte am Beispiel ihrer Mutter, der Dänin Mix Bojsen, das Schicksal der Frauen kennen, eine uneinschränkbare Zahl von Schwangerschaften zu durchleben und dann schon mit fünfzig Jahren entkräftet zu sterben. Anker machte eine Ausbildung zur Lehrerin und hielt sich vier Monate in Paris auf, um Französisch zu lernen. Als sie zwanzig Jahre alt war, heiratete sie ihren Vetter, den Gutsbesitzer und liberalen Politiker Kai Møller, mit dem sie auf das Gut Thorsø in Østfold zog und drei Kinder bekam, unter anderem Tove Mohr, die später selbst Ärztin und Frauenrechtlerin wurde und 1968 eine Biografie ihrer Mutter verfasste.
Anker Møller sah das Elend der jungen weiblichen Dienstboten in ihrem Haushalt, die häufig wechselten, weil sie ungewollt schwanger wurden.
Ihre politische Arbeit begann Anker Møller 1901, als sie einen Artikel unter dem Titel Ugifte mødre (Unverheiratete Mütter) in der Zeitschrift Nylænde veröffentlichte, die das offizielle Organ der norwegischen Frauenbewegung war. Sie war in der 1884 gegründeten Frauenrechtsorganisation Norsk Kvinnesaksforening (NKF) aktiv, wo sie 1902 das erste stellvertretende Mitglied des Landesvorstands wurde. 1902 vertrat sie die NKF beim Nordischen Frauentreffen in Christiania (Oslo). 1939 wurde sie Ehrenmitglied der NKF.
Als Kai Møller zum Parlamentsabgeordneten gewählt wurde, engagierte sie sich in Christiania für die Einrichtung eines Heims für unverheiratete Mütter, das gegen politische Widerstände durchgesetzt werden musste. Ihren Schwager, den liberalen Politiker Johan Castberg, motivierte sie zu einer politischen Initiative, die 1915 zur Annahme der Kindergesetze im Storting führten, mit denen unverheirateten Müttern und unehelichen Kindern eine größere Unterstützung gewährt und ein Recht des Kindes auf Vaterschaftsfeststellung und auf Namens- und Erbanspruch formuliert wurde. 1919 wurde dann die Mütterversicherung – freie Hebammenhilfe und ein finanzieller Beitrag für das Wochenbett – in die gesetzliche Krankenversicherung aufgenommen. 1915 forderte Anker Møller in einer Streitschrift die Abschaffung der Strafe für Abtreibung.
Anker Møller organisierte ab den 1920er Jahren in Norwegen die Gründung von Frauenkliniken, die einerseits eine bessere Geburtshilfe und medizinische Versorgung der Neugeborenen organisierten und andererseits durch Aufklärung und Verteilung von Verhütungsmitteln dazu beitragen wollten, dass mehr Wunschkinder geboren wurden.
Anker Møller forderte ein staatliches Gehalt für Mütter und trug diese Forderung 1923 in die Arbeiterpartei. Während des Ersten Weltkriegs, in dem die skandinavischen Staaten neutral blieben, formulierte sie unter pazifistischen Zielen einen Gebärstreik der Frauen. Als in den dreißiger Jahren ihre Ideen zur Familienplanung ins Fahrwasser der Eugeniker gerieten, die „minderwertiges“ Erbgut durch Zwangssterilisation von der Fortpflanzung ausschließen wollten, verstummten ihre eigenen Beiträge, und sie trat nicht mehr an die Öffentlichkeit.

## Literatur

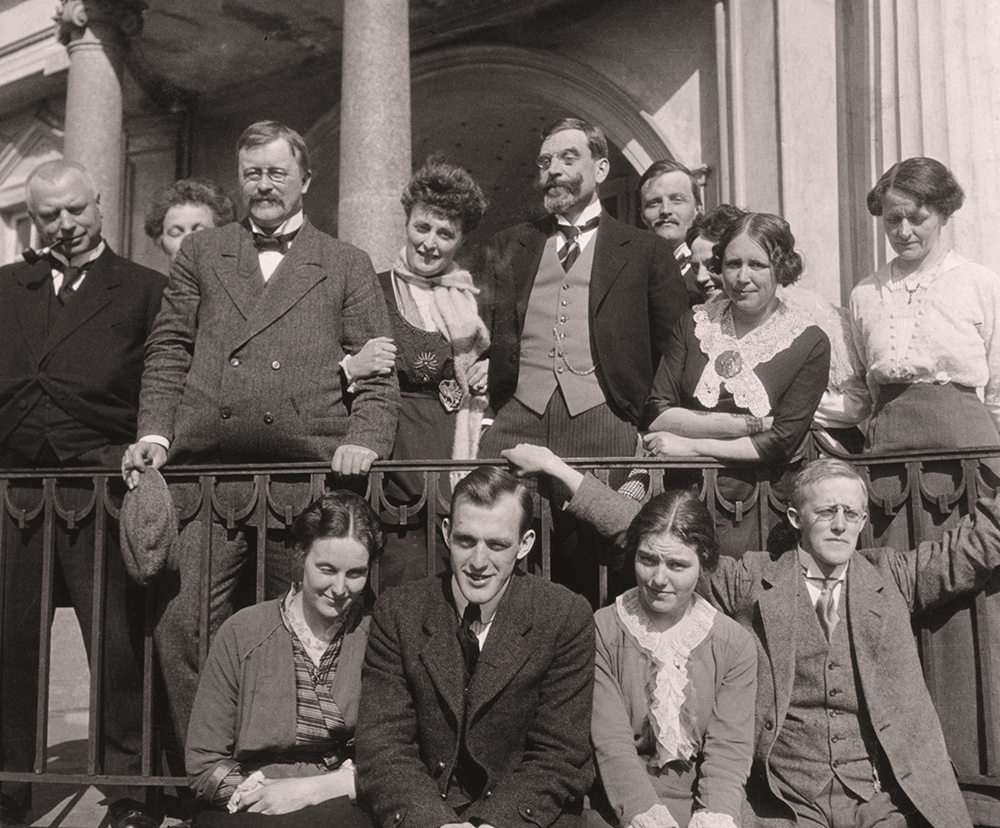
Die Familie von Katti Anker Møller: Hinten von links: Ella Anker, Johan Castberg, Katti Anker Møller, Kai Møller, Nils Anker, Karen Anker, Gudrun Anker (geborene Nilssen). Vorne von links: Kattis Kinder Tove Mohr, Edvard Johannes Møller und Mix Anker Braathen, sowie Neffe Frede Castberg